# Ullama

Zentralanatolien während der kārum-Zeit

Ullama (auch Ullamma und Ulma; hethitisch: URUul-la-ma u. ä.) war eine hethitische Stadt, deren Lage bei Aksaray oder Acemhöyük südöstlich des großen Salzsees Tuz Gölü in der Türkei vermutet wird.

## Geschichte
Erstmals bezeugt ist Ullama in altassyrischen Urkunden aus Kültepe. König Anitta, welcher auch Ḫattuša niederbrannte, zerstörte Ullama völlig. Er verfluchte die beiden Städte, dass sie von Unkraut überwachsen und nie wieder besiedelt werden sollten. Die Stadt wurde dennoch erneut aufgebaut und revoltierte gegen König Ḫattušili I., der sie abermals zerstörte. Danach blieb der Ort unbedeutend und gemäß der althethitischen Palastchronik ernannte Aškaliya, der Verwalter von Ḫurma, den Töpfer Išpudašinara zum Verwalter von Ullama, welches zur damaligen Provinz Nenašša gehörte.